# Erkänningsregeln
Erkänningsregeln är en regel som talar om vad man kan räkna som en rättskälla i en viss specifik rättsordning. Erkänningsregeln i sig är ingen regel som kan utläsas ur någon lag. Man säger att erkänningsregeln är en konvention som står ovanför grundlagen. Den är ett samspel mellan alla jurister som utformar och upprätthåller den aktuella rättsordningen.
I svensk rätt innehåller erkänningsregeln följande:
- Grundlagarna
- Internationellt överenskomna regler
- Regler från internationella organisationer som Sverige är medlem i till exempel FN
- Svenska lagar
- Svenska lagförarbeten
- Domstolspraxis från internationella domstolar som Sverige erkänt
- Domstolspraxis från svenska domstolar
- Internationell sedvana
- Svensk sedvana
- Juridisk doktrin

Rangordningen ordnas enligt ovan i rättskälleläran.